# Сила (село)
Сила (укр. Сила) — село в Доманёвском районе Николаевской области Украины.
Население по переписи 2001 года составляло 66 человек. Почтовый индекс — 56435. Телефонный код — 5152. Занимает площадь 0,545 км².

## История
В 1945 году Указом ПВС УССР хутор Крафта переименован в Силу.

## Местный совет
56435, Николаевская обл., Доманёвский р-н, с. Петропавловка, ул. Торговая, 16